# Mitchell Hope
Mitchell Hope (* 27. Juni 1994 in Melbourne) ist ein australischer Schauspieler. Er wurde bekannt als Prinz Ben aus Descendants – Die Nachkommen und den beiden Fortsetzungen.

## Karriere
Nachdem Hope 2012 in zwei australischen Kurzfilmen gespielt hatte, wollte er das Schauspielern aufgeben und sein Studium wieder aufnehmen, als seine Agentin ihn zu einem weiteren Vorsprechen überredete, zu dem er nach Los Angeles reisen musste. Darauf erhielt er 2013 für den Disney-Channel-Film Descendants – Die Nachkommen von Kenny Ortega, der 2015 erschien, die Rolle als Prinz (später König) Ben, dem Sohn von Belle und dem Biest. Diesen sprach er von 2015 bis 2017 auch in der zugehörigen Animationsserie Descendants – Verhexte Welt und war in dieser Rolle in den Fortsetzungen Descendants 2 und Descendants 3 zu sehen. Auch ist er auf den Soundtracks aller drei Filme vertreten. Im ersten sang er Be Our Guest aus Die Schöne und das Biest; im zweiten war er an der Single Chillin’ like a Villain beteiligt, die die Billboard-Hot-100-Charts erreichte und mit Platin ausgezeichnet wurde. Für die Lieder It’s Goin’ Down und Chillin’ Like a Villain erhielt er in den USA eine Platin-Schallplatte, für das Lied You and Me aus dem zweiten Film noch eine Goldene Schallplatte.
2019 war er in seiner ersten Filmrolle außerhalb Descendants zu sehen auf Netflix in Tage wie diese.
2020 zog er zurück nach Melbourne, um wieder in die australische Filmindustrie einzusteigen, indem er in Sydney Love You Like That und in Neuseeland Lass mich nicht gehen drehte.

## Filmografie
- 2012: Yes Mum (Kurzfilm)
- 2012: Down the Way (Kurzfilm)
- 2014: Never Tear Us Apart: The Untold Story of INXS (Miniserie, 2 Episoden)
- 2015: Descendants – Die Nachkommen (Descendants, Fernsehfilm)
- 2015–2017: Descendants – Verhexte Welt (Descendants: Wicked World, Fernsehserie)
- 2017: Descendants 2 – Die Nachkommen (Descendants 2, Fernsehfilm)
- 2019: Descendants 3 – Die Nachkommen (Descendants 3, Fernsehfilm)
- 2019: Tage wie diese (Let It Snow)
- 2021: Descendants: The Royal Wedding (Animationsspecial)
- 2021: Love You Like That
- 2022: Lass mich nicht gehen (Don’t Make Me Go)

## Diskografie
Soundtrackbeiträge zu Descendants 2 – Die Nachkommen (2017) mit Auszeichnungen:
- You and Me / Dove Cameron, Sofia Carson, Cameron Boyce, Booboo Stewart, Mitchell Hope & Jeff Lewis (US: Gold)
- Chillin’ Like a Villain / Booboo Stewart, Cameron Boyce, Mitchell Hope & Sofia Carson (US: Platin)
- It’s Goin’ Down / Booboo Stewart, Cameron Boyce, China Anne McClain, Dove Cameron, Dylan Playfair, Mitchell Hope, Sofia Carson & Thomas Doherty (US: Platin)